# Voinești (okręg Jassy)
Voinești – wieś w Rumunii, w okręgu Jassy, w gminie Voinești. W 2011 roku liczyła 3020 mieszkańców.